# Графенгаузен
Графенгаузен (нім. Grafenhausen) — громада в Німеччині, знаходиться в землі Баден-Вюртемберг. Підпорядковується адміністративному округу Фрайбург. Входить до складу району Вальдсгут.
Площа — 48,55 км2. Населення становить 2197 ос. (станом на 31 грудня 2020).